# رودولف أكرمان
رودولف أكرمان (بالإنجليزية: Rudolph Ackermann)‏ (و. 1764 – 1834 م) هو مخترع، وناشر (حرفة)، وطباع حجري، وشخصية أعمال، وprint publisher ‏ من المملكة المتحدة لبريطانيا العظمى وأيرلندا، وألمانيا، ولد في شتولبرغ، توفي عن عمر يناهز 70 عاماً.